# Gran Premio Montevideo
El Gran Premio Montevideo es una carrera clásica de caballos que se disputa en el Hipódromo Argentino de Palermo, sobre pista de arena y convoca a potrillos de 2 años, sobre la distancia de 1500 metros. Está catalogado como un certamen de Grupo 1 en la escala internacional y es parte del proceso selectivo de productos, camino a los clásicos máximos como el Gran Premio Polla de Potrillos y el Gran Premio Nacional.
Se realiza en la jornada del 1º de mayo de cada año, como antesala del Gran Premio República Argentina, junto a otros clásicos como el Gran Premio Ciudad de Buenos Aires, el Gran Premio Criadores, el Gran Premio Jorge de Atucha y el Gran Premio de las Américas-OSAF. 

## Últimos ganadores del Montevideo
| Año  | Ganador         | País | Jockey               | País | Padre              | País | Madre              | País | Criador                       | Caballeriza    | Colores            |
| ---- | --------------- | ---- | -------------------- | ---- | ------------------ | ---- | ------------------ | ---- | ----------------------------- | -------------- | ------------------ |
| 2019 | Perro Callejero |      | Francisco Gonçalves  |      | Que Vida Buena     |      | Street of Love     |      | Haras Don Florentino          | El Doctor      | Horse racing silks |
| 2018 | El DT           |      | Pablo Carrizo        |      | Señor Candy        |      | Tactical Green     |      | Haras de La Pomme             | La Pomme       | Horse racing silks |
| 2017 | Daniel Boone    |      | Juan Cruz Villagra   |      | Roman Ruler        |      | Daniela Bella      |      | Haras Vacación                | Santa Elena    | Horse racing silks |
| 2016 | Le Ken          |      | Juan Cruz Villagra   |      | Easing Along       |      | Le Yaca            |      | Haras Cachagua y Pozo de Luna | Pozo de Luna   | Horse racing silks |
| 2015 | Touareg         |      | Eduardo Ortega Pavón |      | Easing Along       |      | Jazz Tradition     |      | Haras Chenaut                 | Mi Metejón     | Horse racing silks |
| 2014 | Galicado        |      | Eduardo Ortega Pavón |      | Asiatic Boy        |      | Galicada           |      | Haras Abolengo                | Haras Cachagua | Horse racing silks |
| 2013 | Sabayon         |      | Gustavo Calvente     |      | Orpen              |      | Sabática Fitz      |      | Haras La Pasión               | Dos Estrellas  | Horse racing silks |
| 2012 | Pataques        |      | Altair Domingos      |      | Catcher In The Rye |      | Princesa Americana |      | Haras La Lagunita             | La Frontera    | Horse racing silks |
| 2011 | Mighty Hunter   |      | Altair Domingos      |      | Mutakddim          |      | Southern Melodie   |      | Haras El Catorce              | La Pampita     | Horse racing silks |
| 2010 | Anaerobio       |      | Pablo Falero         |      | Catcher In The Rye |      | Potra Anala        |      | Haras La Madrugada            | La Frontera    | Horse racing silks |
| 2009 | Evocado         |      | Gonzalo Hahn         |      | Southern Halo      |      | Evidenciada        |      | Haras Santa Inés              | C.S.N.E.       | Horse racing silks |
| 2008 | Runforthedoe    |      | Jorge Ricardo        |      | Our Emblem         |      | Court Lady         |      | Stud T.N.T.                   | Stud T.N.T.    | Horse racing silks |
| 2007 | Ilusor          |      | Juan Carlos Noriega  |      | Parade Marshal     |      | Ilusora            |      | Haras Vacación                | Aladino        | Horse racing silks |
| 2006 | Visa Parade     |      | Gustavo Calvente     |      | Parade Marshal     |      | Visalia            |      | Haras Firmamento              | Aladino        | Horse racing silks |
| 2005 | Sebastiano      |      | Pablo Falero         |      | Southern Halo      |      | Irina              |      | Juan José Caligiuri           | Tres Jotas     | Horse racing silks |
| 2004 | Mr. Pensky      |      | Damián Ramella       |      | Numerous           |      | Suspensky          |      | Haras Firmamento              | La Frontera    | Horse racing silks |
| 2003 | Little Jim      |      | Juan Carlos Noriega  |      | Roar               |      | Clavija            |      | César Pasarotti               | F.F.C.         | Horse racing silks |
| 2002 | Eclipse West    |      | Jacinto Herrera      |      | Westbridge         |      | Legitime           |      | Haras Las Telas               | Las Telas      | Horse racing silks |
| 2001 | Petit Club      |      | Juan Carlos Noriega  |      | Southern Halo      |      | Petite Lune        |      | Haras Orilla del Monte        | Cris-Fer       | Horse racing silks |
| 2000 | Manicomio Tom   |      | Jorge Valdivieso     |      | Shy Tom            |      | Ma Pelotte         |      | Haras La Biznaga              | La Biznaga     | Horse racing silks |
| 1999 | Painter         |      | Edwin Talaverano     |      | Robin Des Bois     |      | Panting            |      | Haras de la Pomme             | La Pomme       | Horse racing silks |
| 1998 | Team            |      | Francisco Arreguy    |      | Southern Halo      |      | Teocrática         |      | Haras La Quebrada             | Las Telas      | Horse racing silks |
| 1997 | Handsome Halo   |      | Jacinto Herrera      |      | Southern Halo      |      | Helen Christine    |      | Haras Las Matildes            | Matty          | Horse racing silks |
| 1996 | Situado         |      | Pablo Falero         |      | Confidential Talk  |      | Sentadora          |      | Haras Vacación                | J.D.P.M.       | Horse racing silks |
| 1995 | Espaciado       |      | Horacio Karamanos    |      | Equalize           |      | Esmerada           |      | Haras Abolengo                | Leo            | Horse racing silks |